# Legenden om Tarzan
Legenden om Tarzan (engelska: The Legend of Tarzan) är en amerikansk-koreansk animerad TV-serie från Disney, som utgör fortsättningen på långfilmen Tarzan från 1999.

## Avsnitt
- 1. Varuhandeln
- 2. Kampen mot klockan
- 3. Den brittiska invasionen
- 4. Den förlorade ungen
- 5. Den glömda staden Opar
- 6. Flyktingarna
- 7. Den galna elefanten
- 8. Diamantvulkanen
- 9. Flygaresset
- 10. Den förgiftade floden, del 1
- 11. Den förgiftade floden, del 2
- 12. Tublats hämnd
- 13. Den gömda världen
- 14. Källan
- 15. Utmanaren
- 16. Klyftan
- 17. De enorma skalbaggarna
- 18. Djungelns galenskap
- 19. Skyddslingen
- 20. Leopardmännens uppror
- 21. Presidentjakten
- 22. Miljöförstöring
- 23. Silvergorillan
- 24. Utbrottet
- 25. Släggan Mullargan
- 26. Skådespelaren
- 27. Den allseende elefanten
- 28. Inburad vrede
- 29. Den nya vågen
- 30. Öga för öga
- 31. Den förlorade skatten
- 32. Flykten från Domens ö
- 33. Ansiktet mot det förgångna
- 34. Örnfjädern
- 35. Drottning Las återkomst
- 36. Monstret från underjorden
- 37. Den felande länken
- 38. Den mystiska besökaren
- 39. Fienden inom dig

## Rollfigurer
- Tarzan (Michael T. Weiss, svensk röst: Peter Gröning)
- Jane Porter (Olivia d'Abo, svensk röst: Anna Norberg)
- Professor Archimedes Q. Porter (Jeff Bennett, svensk röst: Stefan Ekman)
- Tufs (April Winchell, svensk röst: Charlott Strandberg)
- Tantor (Jim Cummings, svensk röst: Lars Dejert)
- Kala (Susanne Blakeslee, svensk röst: Louise Raeder)
- Kerchak (Lance Henriksen, svensk röst: Torsten Wahlund)
- Tublat (Keith David, svensk röst: Adam Fietz)
- Drottning La (Diahann Carroll, svensk röst: Eva Röse)
- Dr. Samuel T. Philander (Craig Ferguson, svensk röst: Guy de la Berg)
- Renard Dumont (René Auberjonois, svensk röst: Claes Ljungmark)
- Johannes Niels och Markus (John O'Hurley och Jim Cummings, svenska röster: Claës Weinar och Allan Svensson)
- Flynt och Mungo (Erik von Detten och Jason Marsden, svenska röster: Kristian Ståhlgren och Dick Eriksson)
- Moyo (Neil Patrick Harris, svenska röster: Andreas Rothlin Svensson och Kristian Ståhlgren)
- Keewazi (James Avery, svensk röst: Allan Svensson)
- Basuli (Phil LaMarr, svensk röst: Kristian Ståhlgren)
- Hugo och Hoss (Dave Thomas och Joe Flaherty, svenska röster: Ole Ornered och Roger Storm)
- Överstelöjtnant Jean Staquait (Jim Cummings, svensk röst: Adam Fietz)
- Dr. Molly Doyle (Sheena Easton, svensk röst: Cecilia Nilsson)
- Lady Waltham (Amanda Donohue, svensk röst: Maria Rydberg)
- Edgar Rice Burroughs (Steven Weber, svensk röst: Håkan Mohede)
- Greve Nikolas Rokoff (Ron Perlman, svensk röst: Fredrik Dolk)
- Ian McTeague (Charles Napier, svensk röst: Stephan Karlsén)
- Gobu (Tate Donovan, svensk röst: Karl Dyall)
- Usula (Brock Peters, svensk röst: Claes Ljungmark)
- Nau (Dawnn Lewis, svensk röst: Louise Raeder)
- Zutho (Jason Alexander, svensk röst: Claes Malmberg)
- Theodore Roosevelt (Stephen Root, svensk röst: Björn Granath)
- Thaddeus Hunt (Kevin Michael Richardson, svensk röst: Allan Svensson)
- Bob Markham (Mark Harmon, svensk röst: Håkan Mohede)
- Övriga röster: Jennie Jahns, Annika Rynger, Dan Bratt, m.fl.

### Fotnoter
1. ↑  ”Legenden om Tarzan”. Disneyania. http://www.d-zine.se/tv/tarzan_tv.htm. Läst 20 augusti 2016.